# Gajew (powiat łęczycki)
Gajew – wieś w Polsce, położona w województwie łódzkim, w powiecie łęczyckim, w gminie Witonia.
| SIMC    | Nazwa     | Rodzaj    |
| ------- | --------- | --------- |
| 0578621 | Uwielinek | część wsi |

W latach 1975–1998 wieś administracyjnie należała do województwa płockiego.
We wsi Gajew znajduje się stacja pomiarowa zanieczyszczeń powietrza Głównego Inspektoratu Ochrony Środowiska.